# Prince Kwateng
Prince A. Kwateng (19 de noviembre de 1986, Munster, Indiana) es un jugador profesional de fútbol americano juega la posición de linebacker para Sacramento Mountain Lions en la United Football League. Firmó como agente libre en 2009 para California Redwoods de la UFL. Como colegial jugó en Northwestern. 
También ha participado en New Orleans Saints de la NFL.

## Estadísticas UFL
| Temporada | Equipo | Tkl | Ast | Tot  | Sck | Yds | FF |
| --------- | ------ | --- | --- | ---- | --- | --- | -- |
| 2009      | CAR    | 10  | 20  | 20.0 | 0.0 | 0   | 0  |
| 2010      | SML    | 8   | 1   | 8.5  | 0.0 | 0   | 0  |
| Total     | Total  | 18  | 21  | 28.5 | 0.0 | 0   | 0  |